# Мауля Абд ар-Рахман бен Хішам

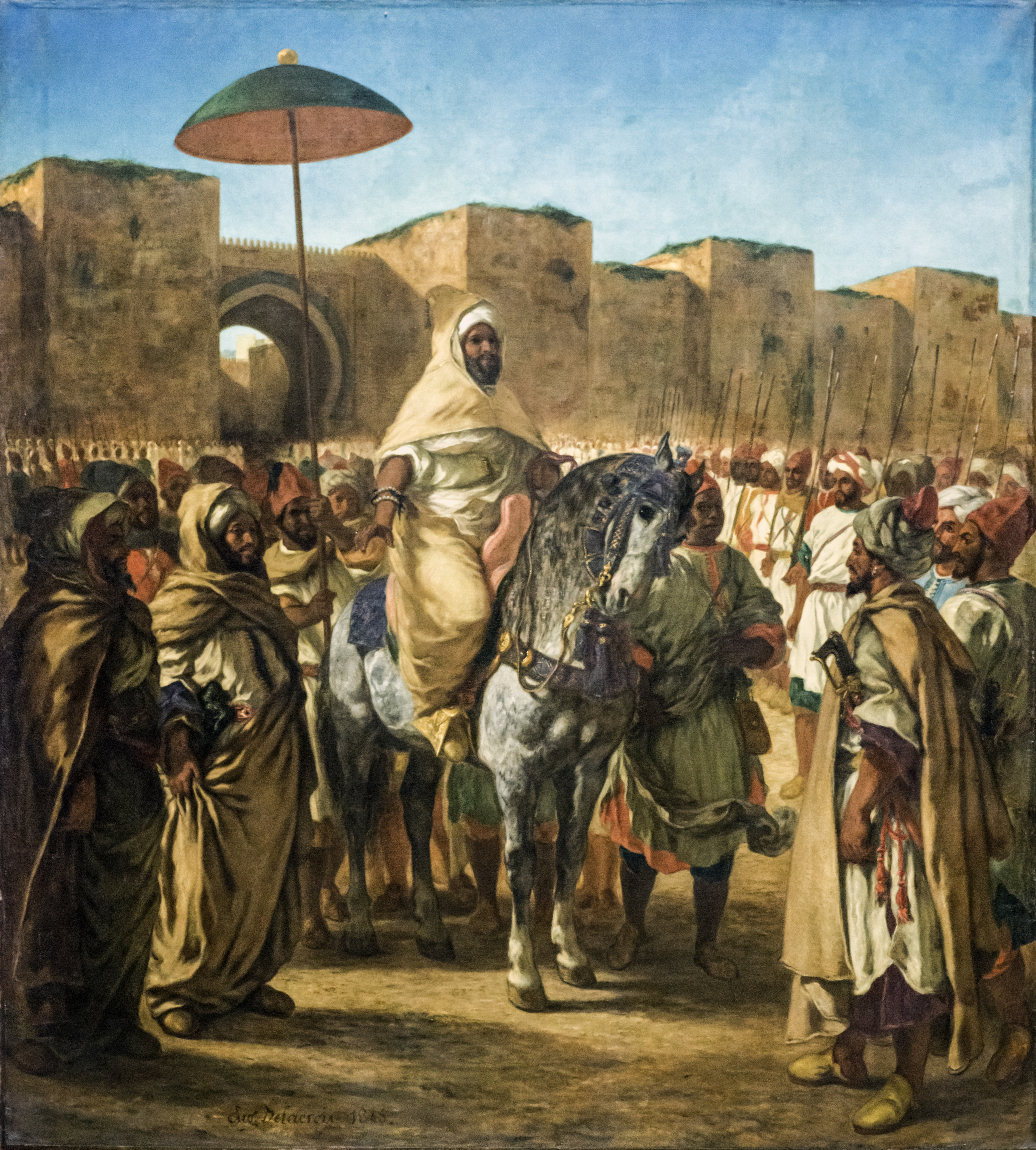
Абд ар-Рахман на картині Делакруа

Мауля́ Абд ар-Рахма́н бен Хіша́м (Абд ар-Рахман, Абдаррахман; *1789 або 1790 — †1859) — султан Марокко з 1822 року.
Походить із династії Алауїтів (Філалідів). Подавив повстання племен та відкинув реформи Слімана в релігійні сфері та стосунках з Європою. Після взяття Францією Алжиру в 1830 році намагався в 1830-32 роках зайняти Тлемсен та інші райони західного Алжиру, внаслідок надавав підтримку Абд аль-Кадіру, який визнав себе його васалом та намісником, в 1843 році надав йому притулок на території Марокко.
Зазнав поразки в ході франко-марокканської війни 1844 року, почав проводити курс на модернізацію держави (однак ці дії не зачіпали інтересів дервішських орденів). Намагався створити регулярну армію, ввів систему монополій, яка поставила під контроль держави всю внутрішню та зовнішню торгівлю. Тим не менш посилення позиції Великої Британії в Марокко примусило ар-Рахмана підписати англо-марокканський договір 1856 року, який фактично відкривав Марокко для європейської торгівлі.